# Letale akantholytische Epidermolysis bullosa
Die Letale akantholytische Epidermolysis bullosa (LAEB) ist eine sehr seltene angeborene Form der Hauterkrankung Epidermolysis bullosa simplex, die in den ersten Lebensmonaten durch Multiorganversagen tödlich verläuft.
Synonyme sind: Akantholytische lethale Epidermolysis bullosa simplex; EBLA.
Die Erstbeschreibung stammt aus dem Jahre 2005 durch den niederländischen Dermatologen Marcel F. Jonkman und Mitarbeiter.

## Verbreitung
Die Häufigkeit wird mit unter 1 zu 1.000.000 angegeben, bislang wurde über 3 Betroffene berichtet. Die Vererbung erfolgt autosomal-rezessiv.

## Ursache
Der Erkrankung liegen Mutationen im DSP-Gen auf Chromosom 6 Genort p24.3 zugrunde, welches für das Zelladhäsionsprotein Desmoplakin kodiert. Diese Mutationen führen zum Fehlen oder Funktionsverlust der Strukturproteine in den inneren Plaques der Desmosomen.
Mutationen in diesem Gen finden sich auch beim Carvajal-Syndrom sowie mit autosomal-dominantem Erbgang bei der Hereditären isolierten arrhythmogenen Kardiomyopathie, dem EKC-Syndrom und der Keratosis palmoplantaris striata.

## Klinische Erscheinungen
Klinische Kriterien sind:
- Manifestation bereits bei der Geburt mit Hautveränderungen wie nässenden Erosionen meist ohne Blasenbildung
- ausgeprägte Brüchigkeit der Haut und der Schleimhäute
- in den ersten Lebenstagen Epidermolyse (Ablösung der Epidermis unter Bildung von Blasen) von bis zu 90 % der Körperoberfläche
- Hinzu kommen fehlende Nägel, generalisierte Alopezie, Syndaktylie und Klinodaktylie, Ohrmuschelfehlbildung
- Erosionen in der Mundhöhle, Anomalien im Magen-Darm-, Urogenitaltrakt und in den Atemwegen
- Ableben in den ersten Lebensmonaten aufgrund von Multiorganversagen bei massivem Flüssigkeitsverlust über die Haut.

## Diagnose
Die Diagnose ergibt sich aus der Kombination klinischer Befunde und kann durch humangenetische Untersuchung gesichert werden.